# Lekan Babalola
Lekan Babalola (* 15. Mai 1960 in Lagos als Olalekan Babalola) ist ein nigerianischer Jazzmusiker (Perkussion).

## Leben und Wirken
Babalola begann mit sechs Jahren in der Aladura-Kirche seines Vaters mit dem Conga-Spiel. Er besuchte die Bishop Oluwole Primary School in Agege und dann in Iwo die weiterführende Schule. Als Jugendlicher spielte er in einer Patchwork-Band. 1980 verließ er Nigeria und ging nach Großbritannien, um am Chelsea College of Aeronautical and Automobile Engineering Automobiltechnik zu studieren. Babalola brach das Ingenieurstudium jedoch ab und schrieb sich später am Central Saint Martin’s College of Art and Design ein, wo er Filmemachen studierte. Anschließend besuchte er die Northern Film School, wo er 1992 seinen Master-Abschluss machte.
Babalola begann seine professionelle Karriere als Mitglied der Samba Samba Band und spielte mit Art Blakeys Jazz Messengers. Nach seiner Rückkehr nach Großbritannien arbeitete er mit Künstlern wie Prince, Ernest Ranglin, Branford Marsalis, den African Jazz All Stars, Roy Ayers, David Byrne, Damon Albarn, Joshua Redman, Charles Lloyd, Tony Allen und Bob Sinclar zusammen. Ali Farka Tourés Album In the Heart of the Moon, an dem er auf drei Titeln beteiligt war, wurde ebenso wie Cassandra Wilsons Album Loverly, an dem er auch als Produzent mitwirkte, mit einem Grammy ausgezeichnet. 2006 erschien sein Album Songs of Icon. Zu seinem Sacred Funk Quartet gehören die Holzbläserin Kate Luxmore, der Gitarrist Ruben Reynolds und der Bassist Ben Markland. Er ist auch auf Xhosa Coles Album Ibeji zu hören.